# Петрыкино (Гагаринский район)
Петрыкино — деревня в Гагаринском районе Смоленской области России. Входит в состав Серго-Ивановского сельского поселения. Население — 9 жителей (2007 год). 
Расположена в северо-восточной части области в 19 км к юго-западу от Гагарина, в 6 км севернее автодороги М1 «Беларусь». В 2 км западнее деревни расположена железнодорожная станция О.п. 205-й км на линии Москва — Минск.

## История
В годы Великой Отечественной войны деревня была оккупирована гитлеровскими войсками в октябре 1941 года, освобождена в марте 1943 года.